# Tim Storms
Tim Storms (né le 28 août 1972) est un chanteur et compositeur américain. Il détient le Guinness World Record de « la note la plus basse émise par un humain » et de « la gamme vocale la plus étendue ».

## Carrière musicale
Né à Tulsa (Oklahoma), Storms est élevé à Waterloo (Indiana). Il est très tôt attiré par la musique. Quelques jours après avoir terminé ses études secondaires, il retourne dans l'Oklahoma pour démarrer une carrière musicale dans la musique chrétienne. Depuis, il a participé à de nombreux groupes vocaux notamment Freedom, Vocal Union, Acapella Vocal Band, Acappella et Rescue.

## Guinness World Record
Le Guinness World Record détenu par Storms concernant la plus basse note produite par un être humain a été reconnu la première fois en janvier 2002. Storms détient aussi le Guinness World Record pour la gamme vocale la plus étendue pour un homme. Ses records ont été publiés parmi les Guinness World Records en 2006. Il a battu ses propres records en août 2008 en descendant à 0,797 kHz.
En 2012, Storms établit un nouveau record avec la note ré-1, c'est-à-dire 0,189 kHz. Il aurait battu le record précédent de John Daniel Sumner qui était descendu jusqu'au mi-1.